# Pielgrzymowo (powiat nidzicki)
Pielgrzymowo (niem. Pilgramsdorf) – wieś w Polsce położona w województwie warmińsko-mazurskim, w powiecie nidzickim, w gminie Kozłowo.
Po zakończeniu drugiej wojny światowej na mocy konferencji poczdamskiej miejscowość została przekazana Polsce.
W latach 1975–1998 miejscowość należała administracyjnie do województwa olsztyńskiego.
Zobacz też: Pielgrzymowo, Pielgrzymów